# Hellering-lès-Fénétrange
Hellering-lès-Fénétrange – miejscowość i gmina we Francji, w regionie Grand Est, w departamencie Mozela.
Według danych na rok 1990 gminę zamieszkiwało 168 osób, a gęstość zaludnienia wynosiła 41 osób/km² (wśród 2335 gmin Lotaryngii Hellering-lès-Fénétrange plasuje się na 877. miejscu pod względem liczby ludności, natomiast pod względem powierzchni na miejscu 1088.).